# ペルシア戦争

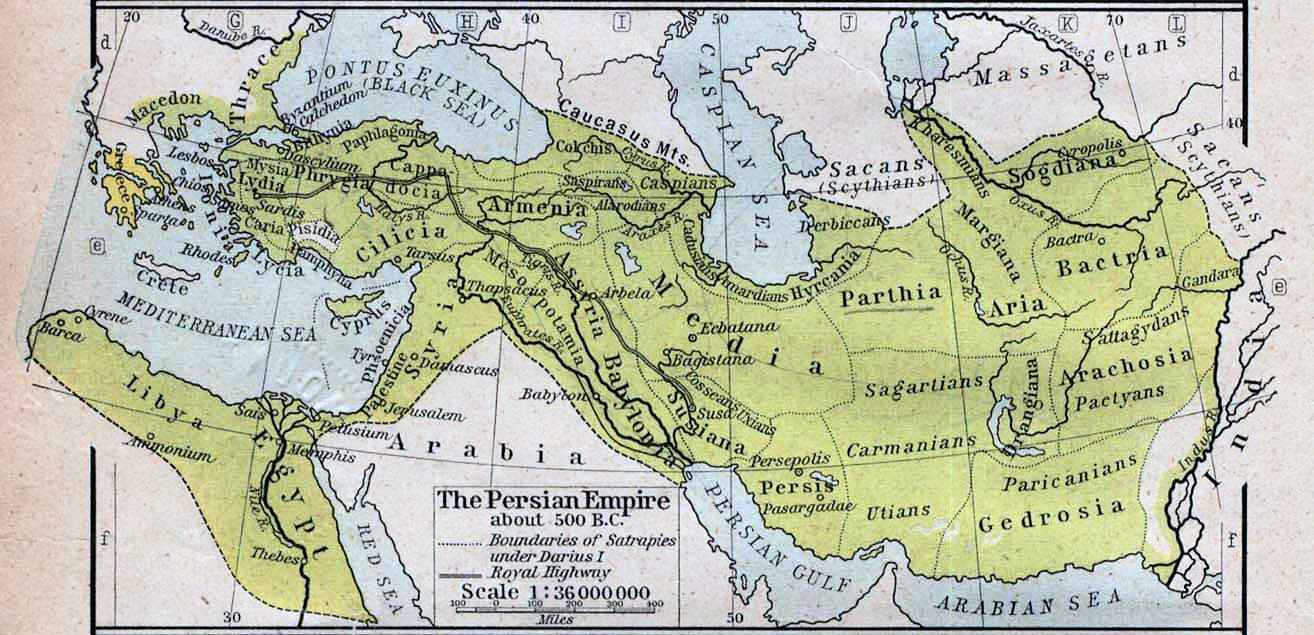
アケメネス朝の最大勢力域

ペルシア戦争（ペルシアせんそう、ギリシア語: Περσικοί Πόλεμοι）は、紀元前492年から紀元前449年の、3度にわたるアケメネス朝ペルシア帝国の遠征軍とギリシアの諸都市の連合軍の間におこなわれた戦争。
戦争の経緯を記している資料としては（ギリシア側の歴史家の）ヘロドトスの『歴史』がほぼ唯一の資料である。なおヘロドトスの記述については、プルタルコスが「ヘロドトスの悪意」という文章の中で、当戦争の歴史的事実がヘロドトス個人の悪意に満ちた主観によってひどく歪められてしまった、と批判した（つまりペルシア戦争の「事実」として現代に伝わってしまっていることには、ヘロドトス個人の悪意に基づいた、根拠の無い推察やデフォルメが大量に含まれている可能性が高い）。他の資料としてはシケリアのディオドロスによる『歴史叢書』（古代ギリシア語：Βιβλιοθήκη ἱστορική, ラテン語：Bibliotheca Historica。英語版記事en:Bibliotheca historicaが参照可）が知られている。

## 原因
ペルシア戦争の直接の原因は、アケメネス朝（以下、ペルシア）の影響力拡大に対するイオニア地方の都市国家群の反発から起こったイオニアの反乱へのアテナイの介入である。
当時のペルシアは絶頂期にあった。キュロス2世が、紀元前547年に小アジア随一の強国であったリディア王国を併合、ダレイオス1世はトラキア、マケドニア王国を勢力下に置いた。紀元前518年、リディア王国の首都であったサルディスに「サトラップ」と呼ばれる総督を置き、アナトリア半島全域とレスボス島、キオス島、サモス島などのエーゲ海東部の島嶼をその支配下に置いた。ダレイオス1世は政治の力点を経済活動に置き、「王の道」を整備するとともに、金貨を鋳造して交易を積極的に推進した。彼の治世においてペルシアは最盛期を迎え、帝国の領土的野心も膨らんだ。こうした情勢下、ギリシア本土の諸都市にペルシアの影響が及ぶのは時間の問題だった。
ギリシア側で主導的役割を果たしたアテナイは、紀元前6世紀 末から紀元前5世紀中期までの政治状況の資料が少ないため判然としないが、紀元前6世紀中期からようやく有力なポリスになり始めていた。小アジアに陶器とオリーブ油を輸出する一方、人口の増加にともなって黒海沿岸から多量の穀物を輸入するようになったと考えられている。
穀物輸入を容易にするためには、アテナイ近傍のファレロン湾（古希: Όρμος Φαλήρου Órmos Falírou）の利用が急務であったが、この海域ではアイギナによる海賊行為が横行しており、アテナイとアイギナ、アイギナを保護するアルゴスとの関係は険悪であった。また、政治体制を貴族政から民主制に移行させたことによって、アテナイはスパルタに対抗しうる強力な国家へ成長することに成功したが、同時にスパルタと同盟諸都市に対して警戒心を抱かせることにもなった。北方のボイオティアとも戦争状態にあり、アテナイは文字通り四面楚歌の状況にあった。
この孤立状態を打開するため、アテナイから、おそらくはクレイステネスによって、ペルシアのサルディス総督アリスタゴラスのもとに使者が送られた。アテナイの使者はペルシアとの同盟を求めたが、ペルシアが完全な服従を求めたため、アテナイ民会はこれに反発した。当時のアケメネス朝による統治政策は、各都市国家に傀儡の僭主を擁立し、彼らを介して内政に干渉するというものであったが、民主制をとるアテナイに受け入れられるものではなかった。また、穀物輸入の交易路にペルシアの影響が及ぶことへの懸念もあったと考えられる。同盟交渉は決裂した。こうした経過を経て、アテナイ民会は、直接的な対立を避けつつも、ペルシアに対して危機感を募らせていた。

## 経過

### イオニアの反乱

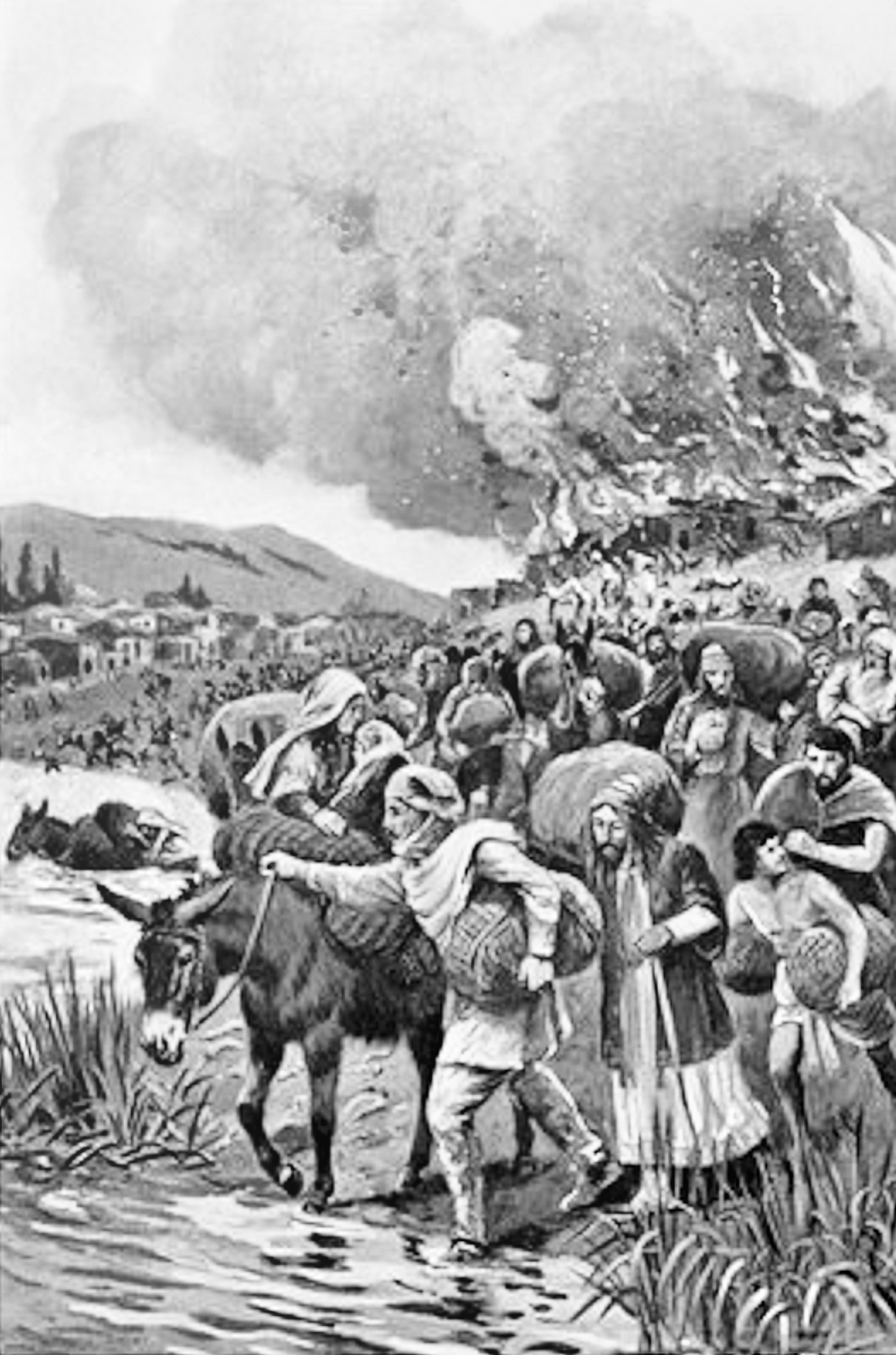
イオニアの反乱。ギリシャ人によるサルディスの焼き討ち。避難する人々（紀元前498年）

紀元前499年に起こったイオニアの反乱に際しては、アテナイとエレトリアのギリシア勢が同じイオニア方言を語るギリシア人ということもあって反乱軍を支援し、ペルシアを牽制した。
しかし、イオニアの反乱は失敗し、介入はペルシアにとっては内政干渉であり、ギリシア侵攻の恰好の口実を与えることになった。イオニア反乱軍への援助決定の後、しばらくの間はクレイステネスを代表とする対ペルシア宥和派と、ミルティアデスら対ペルシア強硬派による激しい議論が起きていたと考えられるが、反乱鎮圧後は、徐々に対ペルシア強硬派が台頭していった。
ペルシアへの対応と権力闘争が絡み合い、アテナイ民会が混乱する中、イオニアを平定したダレイオス1世はギリシア遠征軍派遣を決定し、ペルシア戦争と呼ばれる一連の戦争が開始された。

### マルドニオスの侵攻
紀元前492年、ダレイオス1世は、イオニア反乱軍に荷担したアテナイとエレトリアに対する報復と称して、マルドニオス率いる部隊をギリシアに派遣した。報復というのは口実であり、ギリシア全域の制圧を目論んでいたとされる。歴史家によっては、この時の遠征軍が小規模であった可能性を示し、目的は征服ではなく、威力偵察に過ぎなかったとする。
ペルシア艦隊はエーゲ海北部の海岸線に沿って進み、タソス島を制圧したが、ハルキディキ半島のアトス山のある岬を迂回する途中、暴風に遭遇して大損害を被った。また陸隊も、マケドニアでブリュゴイ族の夜襲を受け、マルドニオス自身が手傷を負ったため、遠征軍は撤退した。
紀元前491年、ダレイオス1世はギリシアの各ポリスに服従を求め、エーゲ海島嶼部のポリスはほとんどが要求を受け入れた。しかし、当時のアテナイは対ペルシア宥和派と対ペルシア強硬派の反目によって動揺していた上に、かねてから険悪な関係となっていたアイギナがペルシアに服従する意志を示したことを知って、アイギナと紛争状態になった。スパルタも、アテナイに同調する立場をとるクレオメネス1世とそれに反目するデマラトスの2人の王の内紛によって、対応は混乱していた。

### ダティスとアルタプレネスの侵攻

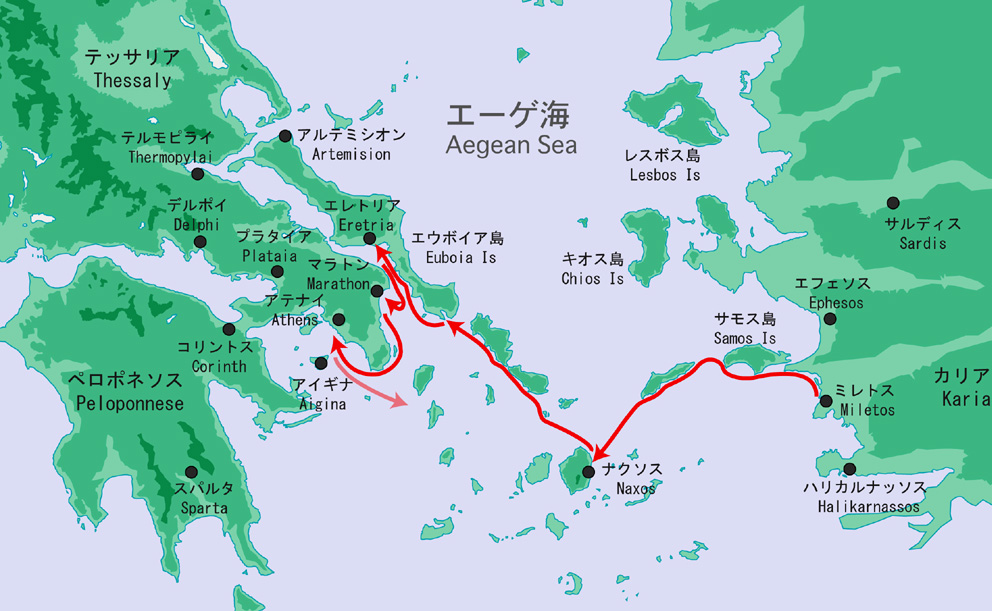
ペルシア戦争　第二次遠征の進路

紀元前490年、ダレイオス1世は、要求を呑まない諸都市を攻略すべく、マルドニオスに代わって新たにメディア人の将軍ダティスとサルディス総督アルタプレネス (息子)（イオニアの反乱時に総督を務めたアルタプレネスの子）を司令官とする600隻の三段櫂船団を派遣した。ペルシア艦隊はエーゲ海を横断し、キクラデス諸島の都市国家ナクソスを陥落させると、エウボイア島に上陸、南端のカリュストスを制圧し、イオニアの反乱を支援したエレトリアに侵攻した。
エレトリアはアテナイからの援軍を得たが、親ペルシア派と交戦派の不和による対応の混乱を目の当たりにしたアテナイの援軍は、エレトリアの守備を放棄して帰還した。ペルシア軍の攻撃を受けるとエレトリアも交戦の意志を固め、包囲に7日間抵抗したが、内部の親ペルシア派が城門を開いたため、ペルシア軍に攻略された。
エレトリアを制圧したペルシア軍は、アテナイを追放された元僭主ヒッピアスの助言により、 当時のアテナイの主要港であり、またヒッピアスの父ペイシストラトスの勢力地盤でもあったアッティカ東岸のマラトンに上陸した。アテナイはスパルタに援軍の要請をするとともに、奴隷を伴ってマラトンに展開し、プラタイアからの援軍を得てマラトン平野の南部に位置するヘラクレス神域に布陣した。将軍ミルティアデス率いるアテナイ・プラタイア連合軍は、この戦いでファランクス（槍を持つ重装歩兵の密集陣形）を駆使してペルシア軍を破り、敵の陸上移動を断念させた。
ペルシア艦隊は、スニオン岬を迂回してファレロン湾に艦隊を展開し、揚陸の動きを見せたが、アテナイ・プラタイア両軍がこの動きを察知してアテナイに移動したため、ペルシア軍は攻めきれず、本国へ撤退した。
マラトンの戦いの勝利によって、親ペルシア派のペイシストラトス家とアルクメオン家の人間は次々と陶片追放され、アテナイはペルシアに対して一貫した政治的態度をとるようになった。また、アテナイ民会は、マラトンの戦いで英雄視されていたにもかかわらず、私欲のために国庫に打撃を与えたミルティアデスを告発して厳格な司法権を行使したほか、軍事長官の権威を下げ、将軍職の地位を上げるとともに再任できるようにするなど、強国としての国家体制を着実に整えていった。

### クセルクセス1世の侵略
ダレイオス1世は、再度侵攻の準備を進めたが、エジプトの反乱とバビロンの反乱で実現できぬまま、紀元前486年 に没した。王位を継いだクセルクセス1世は遠征に乗り気ではなかったが、最初の侵攻の司令官を務めたマルドニオスの説得により、紀元前484年にバビロンを平定し、次いでエジプトを平定すると、ギリシア遠征を決意した。
紀元前481年夏、クセルクセス1世は王都スーサを発ち、全軍の集結地カッパドキア地方のクリタラ（Kritala）を経て小アジアの拠点サルディスに入ると、ギリシアの各ポリスに使者を送り降服を迫った。これにより、マケドニアやテーバイなどのポリスはペルシア側についた。一方で、ペルシアはアテナイやスパルタには使者を送らなかった。
マルドニオスやメガビュゾスらの指揮するペルシアの遠征軍は、ヘロドトスの記述によれば歩兵170万、騎兵8万、戦車隊など2万に加え水軍51万7000以上（これは三段櫂船1207隻、その他の船舶・輸送船3000隻からなる）これらにヨーロッパ各地からの援軍を加えた総計は528万3000以上という大規模なものであったという。しかしこれは明らかに誇張された数字であり、兵站学上も当時これほどの大軍勢を維持することは不可能と考えられるため、実際に動員された兵力については諸説ある。少なく見積もった説で5万程度、多く見積もった説で100万程度と開きが大きいが、いずれにせよギリシア側の兵力、船舶をはるかに超える規模であったことは間違いない。

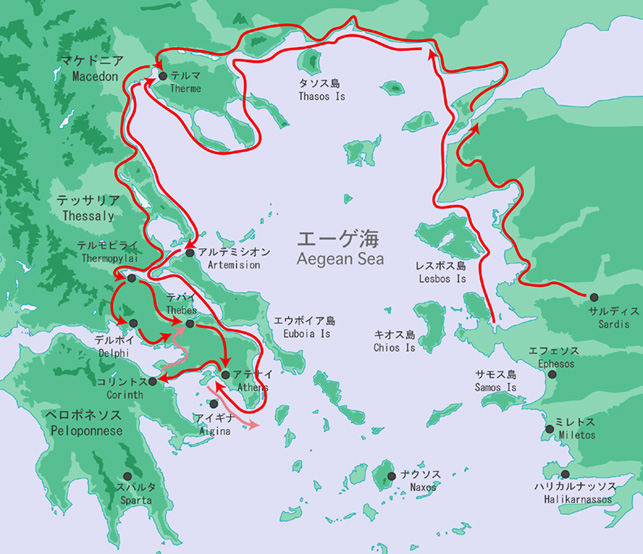
ペルシア戦争　第三次遠征の進路

紀元前481年秋には、ペルシア軍の再度の来寇がギリシア各地に伝わり、ペルシアの脅威に疎かった諸国も危機を認識するに至った。アテナイの政治家テミストクレスは、スパルタに働きかけてイストモスで会議を開くことを決め、抗戦の意志を固めたポリスの代表者を招いた。ここで、ポリス間の紛争の即時終結（特にアテナイとアイギナ間の紛争処理）、サルディスへのスパイ派遣、ケルキュラ、シチリア島、クレタ島に対する援軍要請が宣言された。紛争停止とスパイの派遣はただちに実行され、ここにギリシア連合と呼べる体制が整った。援軍の要請は、シチリア島のシラクサがカルタゴの脅威により援軍派遣を断念（第一次シケリア戦争）、反スパルタ主義を貫徹するアルゴスが中立、ケルキラは趨勢を見極めるために中立、クレタ島もデルポイの神託に従って中立など、空振りに終わった。また、ペルシアの攻撃を真っ先に受ける位置にあるポリスなどにはペルシア側につくものもあり、必ずしもギリシア人が一枚岩になったわけではなかった。
紀元前480年5月頃、ギリシア諸都市連合は再びイストモスで会議を開き、破竹の勢いで侵攻を進める30万のペルシア軍に対して抗戦か降伏かで揺れていたテッサリアの親ペルシア派を威嚇するため、テンペ峡谷に約1万の兵を派遣した。しかし、テンペ派遣軍はマケドニア王アレクサンドロス1世の使者にペルシア軍の強大さを説かれて撤退、見放されたテッサリアはペルシア側についた。テンペ後退後、再びイストモスで会議が開かれ防衛策が議論された。ペロポネソス半島諸国はコリントス地狭での防衛を提案したが、アテナイなどが反対した。結局、ギリシア連合軍の作戦立案を担当したアテナイのテミストクレスは、テッサリアからアッティカに抜ける幹線路にあるテルモピュライ（テルモピレー）の山間の隘路とエウリポス海峡への入り口にあたるアルテミシオン沖に防衛線を築くことでペルシアの侵攻を食い止める作戦を立て、合意した。

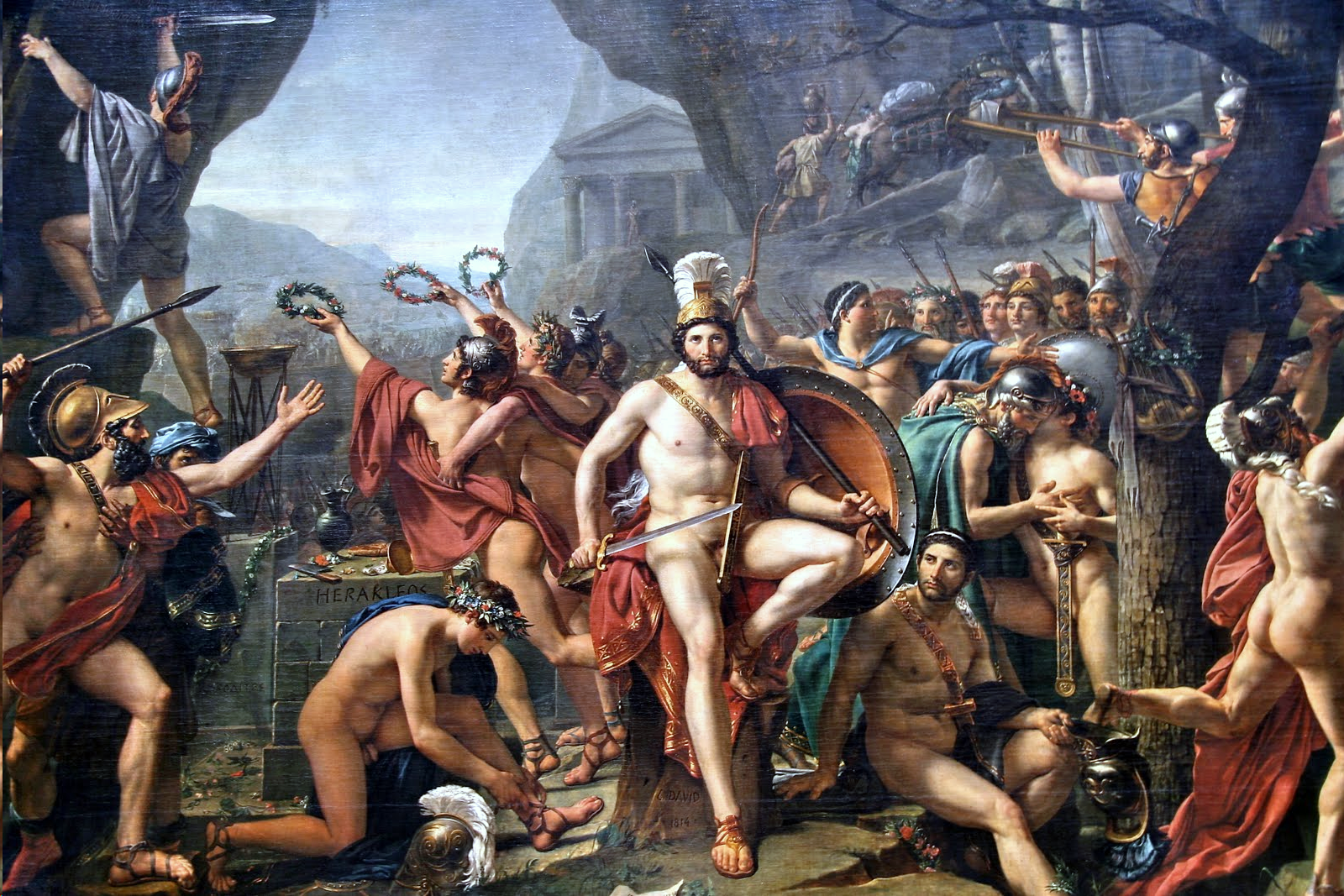
ダヴィッド画　テルモピュライの戦い

紀元前480年8月、ギリシア連合軍はテルマ（テッサロニキ）から南下してきたペルシア軍と両地（テルモピュライおよびアルテミシオン）で衝突した。スパルタが主力となって防衛にあたったテルモピュライの戦いでは、現地集結後に迂回路の存在に気付いたスパルタ王レオニダス1世が諸ポリスの軍勢を帰国させた上、300人の手勢だけで時間稼ぎをしたが、やがてペルシア側についていた地元民がペルシア軍に迂回路の存在を教えたために挟みうちの状況となり、レオニダス1世の奮闘むなしく防衛線を突破された。テルモピュライでの敗退により、ギリシア軍はアルテミシオンからの撤退も余儀なくされ、日和見的な立場をとっていたボイオティアの各ポリスは親ペルシアの意志を明確にし、これに追従するかたちでカリュストス、テノスなどアッティカに隣接するポリスにも親ペルシアの動きをとるものが現れた。
ペルシア軍の接近を受け、テミストクレスの布告により、アテナイ住民はトロイゼン、アイギナ、サラミスに避難した。しかし、避難の費用は自己負担だったため、財力のない貧民と一部の聖職者、あるいはデルフォイの神託（「木の壁によれ」）を誤って解釈した者はアテナイのアクロポリスに籠城した。ペルシア軍の前にアクロポリスは陥落し、アテナイは完全に占領され、農地は蹂躙された。
アテナイの要請で避難の支援のためサラミス島に集結していたギリシア連合は、次の防衛策を検討した。ペロポネソス半島の諸国は、アテナイが制圧された以上、アッティカ半島の防衛は不要と考え、イストモスに防衛線を築くことを主張した。しかし、テミストクレスは断固反対し、敵味方双方を篭絡して、なし崩し的にサラミス水道での海戦にこぎつけた。ギリシア連合艦隊をまとめあげることに成功したテミストクレスは、地の利を生かしてペルシア艦隊を破った。
紀元前480年のサラミスの海戦の敗北によってクセルクセス1世は戦意を喪失し、マルドニオスに後を託し、自身はバビロニアの反乱を鎮めるため帰国した。陸上部隊はギリシアの総司令部のあるイストモスのポセイドン神殿に入ったが、ギリシアの防衛線に攻撃は行わず、テッサリアからマケドニアまで退いた。

### クセルクセス遠征以降
紀元前479年、マケドニアで体勢を整えたマルドニオス率いるペルシア軍は、途上、テッサリアで兵を補充しつつ再びアテナイに入った。彼は、各地に避難しながら未だ機能を保っていたアテナイ民会に再び服従を要求したが、アテナイ人は逆上して使者を撃ち殺した。このためマルドニオスはアテナイ市街を完膚なきまでに破壊し尽くし、騎馬戦に有利なテーバイまで後退した。これに対して、スパルタをはじめとするペロポネソス諸国の連合軍は、コリントスを経てキタイロン山麓に陣を敷き、アテナイ、メガラの軍と合流してペルシア軍の出陣を待った。

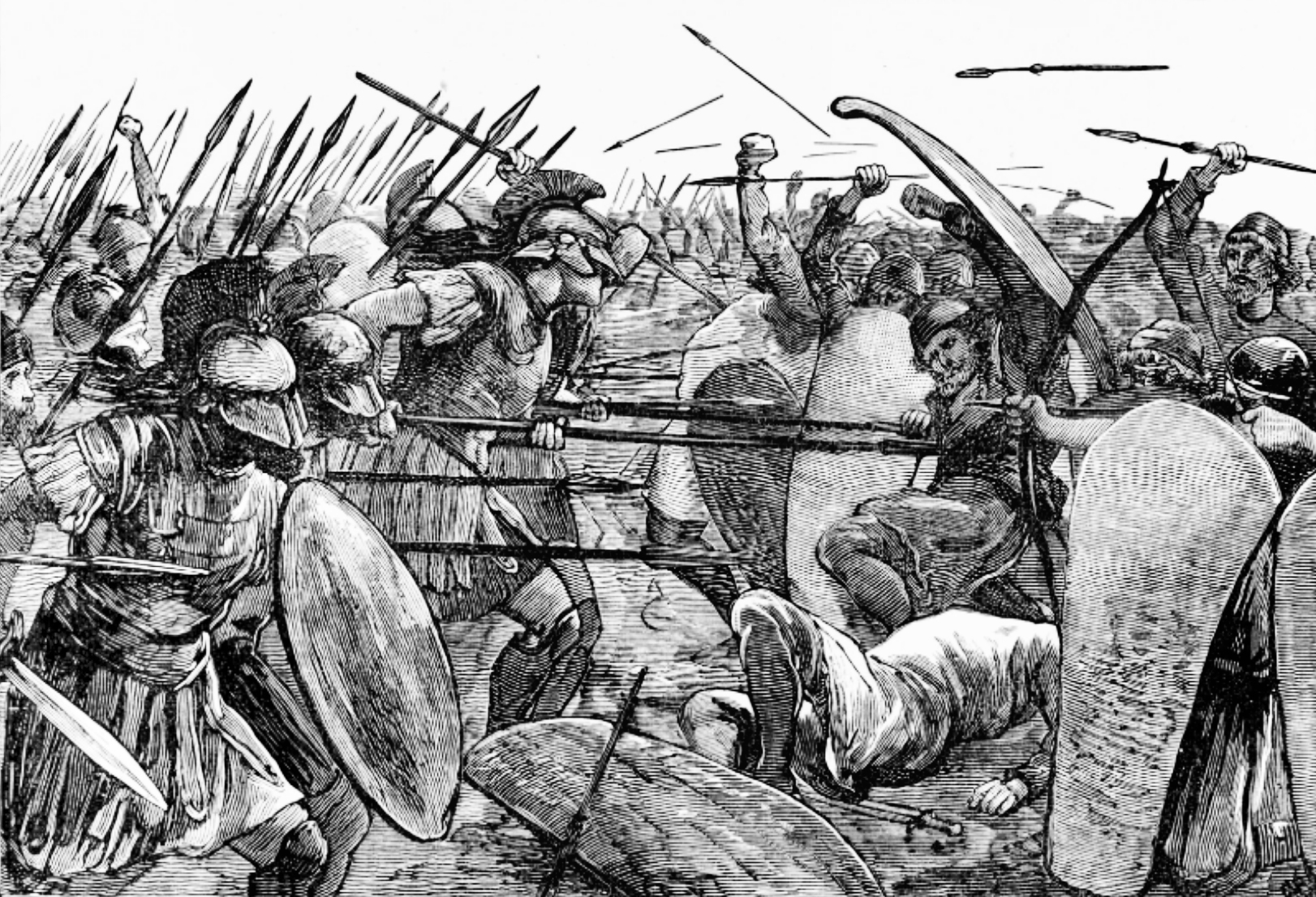
プラタイアの戦い。（左側）スパルタ軍のファランクス（密集陣形）と（右側）ペルシア軍（想像図）

マルドニオスはギリシア軍の動揺を誘うため騎兵隊を差し向けたが、メガラ軍とアテナイ軍は騎馬部隊を破って戦意高揚し、全軍が山地を下ってプラタイアに進軍した。ギリシア連合軍約11万 は、スパルタの重装歩兵密集陣の活躍によってペルシア軍を敗退させ、ペルシア側の総司令官マルドニオスは戦死した(プラタイアの戦い)。ペルシア軍はテーバイに逃げて籠城したが、ペルシア増援部隊はプラタイアから敗走する自軍を見てテーバイを放棄し、テッサリアからマケドニアを経てアジアに撤退した。戦いに勝利したギリシア軍はテーバイ攻略にとりかかり、ペルシア兵とテーバイ兵を殺戮した。
プラタイアの戦いと同じころ、小アジアのミュカレの戦いでギリシア側は決定的勝利をつかみ、ペルシア勢力を北部はヘレスポントス（黒海）まで、南部はキプロスまで押し返した。

### クセルクセスの死後
紀元前465年にクセルクセスが側近アルタバノスに暗殺された。しかし、その後もさらに小競り合いが長く続いた（エウリュメドン川の戦い、第一次ペロポネソス戦争、Battle of Pampremis、Siege of Memphisなど）。両者ともに決定的な戦果を上げることなく、紀元前449年に和睦（カリアスの和約）が成立して戦争は終結した。

## 影響
この戦争は「自由」のための戦いと称され、戦後は、自由を謳う詩や祝祭に沸いた。スパルタ、アテナイ、コリントスなどギリシア連合31ヶ国は、連名によってデルポイに3匹の絡まる蛇の円柱を建立したが、これは後にコンスタンティノポリスのヒッポドロームに移され、今日もその一部が残っている。このように、ペルシアの遠征によって結束したかに見えたギリシアであったが、水面下では有力ポリス間の覇権争いは継続しており、特に戦後はアテナイとスパルタの権力闘争が表面化した。
イオニアからペルシア勢力を駆逐したアテナイは、一連の戦争の中で陸軍国から強力な海軍力を擁する海上貿易国家へ成長することに成功し、アイギナを抑えてエーゲ海東海岸を勢力下に納め、全盛時代を迎えた。ペルシア戦争のためにアテナイ主導で締結されたデロス同盟では、各ポリスから一定の資金が軍資金として集められたが、経済的結束によって同盟関係は強化されつつも、実態としてはアテナイによる同盟諸ポリスの支配であった。事実、紀元前470年頃に同盟を離脱したナクソスは、アテナイ軍に包囲されて強制的に同盟に再加入させられ、また、同盟国からの徴収金はアテナイの国庫に流用されるようになり、後には金庫そのものがアテナイに置かれアクロポリス再建にも使用された。
これに対して、ペルシア戦争に重要な貢献のあったスパルタなど農業中心のポリスには戦勝による見返りがほとんどなかった。交易活動が盛んなコリントスやアイギナもアテナイの勢力に圧倒された。さらにアテナイがテッサリア、メガラに次いでスパルタの敵対国アルゴスとの同盟を結んだことによって、スパルタとアテナイとの間に決定的な軋轢が生じ、エーゲ海交易の主導権を握られたコリントス、アイギナとともにスパルタはアテナイに敵対するに至った。この対立が後のペロポネソス戦争に発展していく。